# Bill Maher
William Maher, Jr (Ciutat de Nova York, 20 de gener de 1956) és un comediant, presentador de televisió, comentador polític, actor i escriptor estatunidenc. Va presentar el programa de televisió Politically Incorrect a Comedy Central i a l'ABC, i actualment és el presentador de Real Time with Bill Maher a HBO. L'1 de juny de 2006 va començar a presentar un programa només a internet, a Amazon.com, titulat Amazon Fishbowl.
Maher és conegut per les seves sàtires i comentaris polítics, que abasten una àmplia varietat de temes, de la dreta a l'esquerra política, burocràcia de molts tipus, correcció política, Hollywood, els mitjans de comunicació, i persones posseïdores d'un alt poder polític i social entre d'altres. Dona suport a la legalització de la marihuana, i del matrimoni homosexual. A més és crític amb la religió organitzada i és un membre conseller de la fundació The Reason Project. Maher troba en la posició 38 de Comedy Central en el top 100 de millors comediants de tots els temps.